# شرایع
شرایع (به عربی: الشرایع) یک شهرداری در الجزایر است که در استان سکیکده واقع شده‌است.